# たのしい授業学派
たのしい授業学派（たのしいじゅぎょうがくは）とは、仮説実験授業研究会から発展してできた日本の教育研究グループの一つ。対立する学派として「わかる授業学派」がある。

## 概要
板倉聖宣の「子どもたちが本当にたのしめるような授業の内容をもとめて研究をすすめていけば、きっと素晴らしい教育の世界が開ける」という思想のもとに、一つ一つの教育内容に則して、「具体的な教育方法を、近代科学の実験精神によって、仮説・実験の精神で、教育を作り替えていこう」という目的を持っている。
1963年の仮説実験授業の提唱から始まり、雑誌『ひと』を経て『たのしい授業』の発行で研究成果の発表、普及を行っているほか、全国各地に「サークル」と呼ばれる研究小グループが作られ、定期的に研究発表や意見交換、一般向けの「たのしい授業入門講座」などが行われている。
「たのしい授業学派」の形成は1966年の仮説実験授業研究会の設立とその翌年の全国大会での犬塚清和の「たのしい授業」宣言から始まったと考えられるが、「たのしい授業学派」の語を明示的に使った最も早い事例は、『たのしい授業』創刊の約1年後、1984年5月号の岡田哲郎の記事に見られる。そこでは岡田が経営する書店に集まる人々をさして〈「たのしい授業学派(?!)」の人たち〉と呼んでいる。その後は1990年の村上道子の使用例として「たのしい授業学派はこう考える」「たのしい授業学派の基本的な考え方」という表現や、1991年の尾形邦子の「私やたのしい授業学派の人々」という使用例が見られ、「たのしい授業学派」を自認する人々が出てきている。村上道子は1991年の記事でさらに「全国から見ればごく一部の〈たのしい授業学派〉が」や「〈たのしい授業学派〉としての基本的な考え方を」と明示的に「たのしい授業学派」を意識した記事を書いている。
板倉聖宣は1990年の研究会で、たのしい授業学派の原則について、「子どもたちが「楽しい」と言ったら楽しいんだ。楽しいという子どもたちに依存してやらなければいけない」という原理原則をもとにしていることと、「子どもたちが楽しいと思っているかどうかは教師が外から見ていただけではわからない。楽しいかどうかは子どもたちに聞いてみなければわからない」という原理から派生する「（授業の）判定法がある」と規定している。

## 歴史
1963年提唱の仮説実験授業では、その授業の成否の判断を子供の評価におき、「クラスのすべての子どもたちが科学とこの授業とが好きになるように、授業を組織する」と設定した。最初の実験授業を行った上廻昭は、授業後に小学校6年生全員に感想文を書いてもらい、「予想を立てるのがおもしろい」「自分自身の考えを思い切って出せるのでたのしい」など、子どもたちがこの授業を歓迎し、楽しんでいることを知った。
板倉聖宣は1966年に仮説実験授業研究会を組織して、仮説実験授業の研究をすすめ、研究分野が社会の科学、美術、ものづくり、読み方授業など広範囲に広がり、「たのしい授業」が広範囲の教育活動で可能なことを実証していった。
そのような中で、1967年8月の仮説実験授業研究会全国大会（有馬）で、当時、若手の中学校教員として仮説実験授業を実施していた犬塚清和が一つのレポートを発表した。
私は一つ、「楽しい授業」という面を取りだして、これについて追求していきたいと思う。…私自身、楽しくない授業を実際にやり、多くの「理科嫌い」を作ってきたからである。……もう一つは、仮説実験授業によって、楽しい理科の授業が自分でもできるということを体験したからである。
この発表に対して、大会参加者の反応は否定的なものだった。当時は仮説実験授業の全国大会に参加するような教師たちでさえ、犬塚の「楽しい授業」という発言は相当な拒否感を受けた。1960年代当時は授業を楽しさで論じるということはとんでもない危険思想のようなものだった。
しかし板倉聖宣は犬塚の「楽しい授業」を高く評価して、
私は「授業はたのしいだけでいい」と言い切るようになりましたが、それを先駆的な形で出してくれたのは犬塚さんです。
と後に述べている。
板倉は数学教育協議会の遠山啓に誘われて、新しい月刊誌『ひと』の編集委員の一人となった。板倉は『ひと』への寄稿で、
ところで最近、やっと「たのしい授業」ということがかなり広くいわれるようになりましたが、これに対して早くも警戒的なことをいう人々が出てきています。「たのしいだけではだめだ」というのです。
これに対して板倉は次のように答えている。
子どもたちが何かを学んで楽しいと思うなら、そこにはこれまでの普通の教育では欠けていた何か人間的なものが潜んでいると見た方が良いと思うのです。そのたのしさがいくら低級なものに見えても、それをしのぐようなたのしい授業ができるようにならないのなら、それを古い授業に後戻りさせてはならないと思うのです。……探求の理科教育は…教科書の筆者がわけのわからなぬ問題・疑問点を子どもたちに押しつけて、それをむりやり考えさせるという場合が多いからです。そんな探求重視の授業をやられたら、子どもたちは「探求なんて何が何だかわからないものだ」と思い込むより仕方が無くなります。教育の問題はスローガンの美しさに惑わされず、その実質を見なければならないということは、特に考慮しておく必要があるでしょう。
板倉の仮説実験授業に影響を受けて、数学教育協議会の遠山啓も「分かる算数」から「楽しい算数」へ方針転換していったり、「たのしい国語教育」の特集号など成果があったが、1979年の遠山の急死をきっかけに、板倉は『ひと』の編集から離れて、自分自身で月刊誌『たのしい授業』を1983年に創刊した。その「創刊準備号」の論文で、板倉は、
たのしい授業は、そう簡単に実現できないことは確かです。私たちのまわりの教育環境は、私たちの理想の実現を決定的に阻んでいるようにも見えます。その組織と比べると、私たちの力量はあまりに貧弱でしかないようにも思えます。…しかし、そのひどい教育環境の中にも、新しい光が差し込んできていることも否定しがたい事実と言えるでしょう。…これまで「教育は耐え忍んでやるものだ」といって子どもたちを鼓舞激励することしか能のなかった人々を、教育を新しく考えなおさなければならない状況に追い込んでいます。…そして、子どもたちにとって、たのしい授業をやるほかには、問題解決の道がないことに少しずつ気づかされているといっても良いでしょう。
『たのしい授業』の記事は各地のサークルで発表・評価され編集部に送られてきたレポートが中心となっている。各地のサークルのメンバーは必ずしも仮説実験授業研究会の会員だけではなく、また教師を職業としない多様な人々が参加している。サークルの中には「たのしい授業入門講座」を毎年の長期休暇で企画・運営して、たのしい授業の普及、啓蒙活動をしているところもある。
板倉はそれに関して、
この雑誌は仮説実験授業の枠を越えた多くの読者、筆者によって育てられることを期待しています。仮説実験授業というものはもともと、「科学上のもっとも基礎的な概念と、もっとも基礎的な法則を教える」ための教材組織論、・授業運営論であって、それはすべての教育分野の研究をめざしたものではありませんでした。ところが、仮説実験授業の研究が成功して、たのしい授業の実現の見通しが明らかになったために、その研究会の周りの人々が先んじて、教育のあらゆる分野でのたのしい授業の可能性を探る努力を続けるようになったのです。それが仮説実験授業であろうがあるまいが、たのしい授業ができればすばらしいことです。
と、仮説実験授業研究会の枠を越えた「たのしい授業学派」誕生への期待を述べた。板倉は『たのしい授業』1986年、No.37の「続刊の言葉」で次のように書いている。
私たちは、これからもますます子どもたちを信頼して、明るい教育の未来を語ることができます。…これからも「これまでの教育の伝統にあまり束縛されることなく、新しい教育内容、本当に私たちが教えたい教育内容を、自分たちでも納得できるような、押しつけのない方法で教えることができるようになりたい」という人々と一緒に、「誰でも真似ができるような授業プラン」の公開を中心に本誌を育てて行きたいと思っています。

## 思想

### 「教育はいいもの」とは決まっていない
明治以後の日本では、教育というものは一つの希望、理想を意味していました。人々が教育について語るとき、それは大きな可能性について語ることでした。…しかし今はどうでしょう。今でも昔ながらに「教育は素晴らしいものに決まっている」という考えに固執している人たちがいます。しかし、少し冷静に見れば、そのような考えがもはや時代遅れのものでしかないことは明らかでしょう。
今でも「教育はいいものに決まっている」と考える人々は、嫌がる子どもたちに教育を強いることが必要だと考えています。そして「勉強というものは今も昔も苦しいものに決まっている。だから強いて勉めると書いて勉強というのだ。」…そのような人々にとっては「たのしい授業の実現をめざすことは、意気地のない子供たちに迎合しようとするとんでもない運動だ」ということにもなります。
昔も今と同じように、たのしい授業などほとんどありませんでした。…昔はエリートになるためにだけ自分にむち打って勉強したとしても、そのエリートになれば、その勉強で身につけたもののかなりの部分は確実に役立ったのです。それはとくに日本が後進国であったからといって良いでしょう。そういう社会ではエリートのための勉強は確実に役立ったのです。確実に役立つような知識を身につけるのはたのしいことです。だから、一見、苦しいだけのように見える勉強でも、昔と今とでは学生・生徒にとっての意味合いは全く違っているのです。

### 学習意欲に関する法則
この法則は「エリート効果」とも呼ばれる。1983年の『たのしい授業』創刊号の中で板倉はこの法則を紹介している。
「今の学生はこんなにも本があるのに、まじめに勉強しようとしないのはどうしてだ」という説教を聞かされることがあります。しかし、これは発想が間違っているのです。昔の人は「勉強の物質的条件がそろわなかったからこそ勉強し、今の学生は勉強の物質的条件がそろっているからこそ勉強しないのだ」といわなければならないからです。
もともと学習意欲というものは先駆者意識、エリート意識によって大きく左右されざるを得ないのです。ですから「学習意欲というものは、その事柄についての教育が普及し、学習の物質的条件がととのえばととのうほど、必然的に低下する」という法則性によって支配されているのです。
このことを忘れて、ただやたらに昔のエリート教育の内容を大衆化しようとしても、それは学習意欲を衰えさせ、授業を無気力なものにさせ、ついには生徒の反抗を呼び起こすものにもなってしまうのです。

### たのしい授業はゆっくりと
明日の授業のためにちょこちょこと作る授業プランなら、いくらでも作ったり見捨てられたりするでしょうが、仮説実験授業の授業書はそんなものではないのです。それはバッハやモーツアルトやベートーベンの音楽が今でもその楽譜のままに演奏されているように、百年以上の間、たとえ多少編曲されることはあっても、ずっと利用されていってもおかしくないようなものになっているのです。文部省の学習指導要領がほぼ十年ごとに改訂されているのとは訳が違うのです。…まだ授業書ができていない分野では、その作成に努力する一方、あせらないことが重要です。あせればあせるほど、教師は「たのしい授業ができない悩みにもだえるだけ」ということになるでしょう。私たちは「科学教育の可能性と現実」との関係をきちんと見つめなければなりません。そうして初めて、充実して生きていくことができる事を忘れてはならないのです。

## たのしい授業の系譜

### 浅野秀一
明治以後の日本の学校教育の中で「たのしい授業」を強く打ち出した教師に浅野秀一がいる。浅野は1930年の著書で次のように小学校時代を振り返っている。
私は学校の手工（現在の図画工作）ほど嫌いなものはありませんでした。それでほんとうに手工が嫌いだったかといいますと、そうではなかったのでありまして、かえって反対に大好きだったのであります。そんなにも好きな手工が、学校へ行くとちっともおもしろくないのです。……それで、どうかして小学校の手工を、もっと愉快なおもしろい明るいものにしたいというのが、私の永い間の願いでありました。
それは私の小学校時代のことでございます。先生に次のようなことを頼んだのを覚えています。……どうか学校の手工をも、面白く愉快に、楽しいものにしてください、と頼んだことがございます。すると、その時の先生のお諭しに、「ね、学校へ来てするお勉強に、面白いとか楽しいとか、愉快にとか幸福にとか、そんなことを思ってはいけません。学校は皆さんを立派な偉い人にするようにお預かりいたしているのです。あなたは、偉い人になるには難行苦行しなければならない、ということを知っていますか。……あなたも偉い人になろうと思ったら我慢をしなさい。耐え忍びなさい。夢にも楽をしようの、面白がろうの、愉快に物事をしたいなどと考えてはいけません。」昔はずいぶんひどいことを諭したものだと思います。おかげさまで、私は小学校の手工をずっと、何も面白くなく、楽しくもなく、愉快でも全然なく、きわめて不幸に卒業いたしました。だって、それが先生の、言い代えれば学校のお考え通りだったのですから、いたし方もございません。
しかし、浅野はこの考えに対してこう述べている。
しかし、私は決して、ただ股に釘を刺して苦しみさえしていれば博学になれる、などということは絶対にあり得ないことだと思います。断食をしたり股に釘を突き刺したぐらいで偉い人になれるのなら、偉い人になるには、これほどたやすいことはない、と私は考えています。……私は、日々の職業も日々の勉強も、つまり私どもの生活は愉快なものであり、楽しいものである、と信じているものでございます。小学校のお勉強も、中等学校、専門・大学のお勉強も、みな楽しい愉快なものだ、と思っております。……面白く、愉快に勉強しなければ嘘であり、本当ではない、と思っております。
好きこそものの上手なれといいまして、好きでなかったなら、まず問題にもお話にもなんにもならないのでございます。で、手工でも、児童が好きでなかったらお話にならないので、児童が手工を好み、喜び勇むようになって、はじめて手工教育のスタートが切られるものでございます。もし、手工が嫌いな児童のあった場合、いかにしてその児童が手工を好きになるようになるかどうか、ということに努力せねばなりません。

### 板倉聖宣
板倉聖宣は1966年の仮説実験授業研究会の機関誌で「授業はたのしいことか」と題して次のように書いた。
知は力なり。科学は想像し未知にいどむ意欲を与える。新しい知識を仕入れるのはたのしいことだ。しかし、あとで役に立たない知識を身につけるのは空虚でたのしくない。できるだけ広くつかえる知識を知る方がたのしい。
個別的な知識でも、うんと役立つ知識はたのしい。 － たとえば、字をおぼえる。よく出てくる漢字をおぼえる。よく会う友達の名前をおぼえる。 － これらはみんなたのしい。
しかし、これを誤解して、たいして話題にもならない動植物の名前をおぼえさせようというのはマイナスである。
自分のもっている知識が実用にならないと知識・教養をひけらかすようになる。
個別的な事物の知識よりも、より一般的なもの、事柄を通じて予言性のある知識の方がずっとたのしい。それは役にたつだけでなく、自分で自分の知識を拡げるという、夢のある創造性豊かな心のはたらきによるからである。

## 「楽しい」と「わかる」の矛盾
1970年代は教育において「楽しい授業」の重要性が主張されるようになった時期である。1973年頃から民間教育研究運動においても「楽しくわかる授業」が目指されるようになった。そのような中で、板倉聖宣は「わかる」よりも「楽しい」を強調する議論を展開した。もともと板倉聖宣は「楽しい」と「わかる」とを対立させていたわけではなかったが、仮説実験授業の授業書の作成・改訂作業を通して、「わかる」を追求すると「楽しい」と両立しなくなる場合があるという問題が、1970年代になって顕在化していた。
犬塚清和は、1974年のレポートで、改訂版よりも初版の授業書で授業した結果の方が、子どもたちが「たのしい」と評価したことについて、
現在の教育で、「楽しくてよくわからない」授業ほど評価の低い授業はない。「楽しくなくてよくわからない」授業は無視されて通るが、「楽しくてよくわからない」授業が罪悪視される風潮、そして「楽しくないけどよくわかる」授業をよしとする風潮に大きなギモンを持ち始め、わかるわからないはともかく、「楽しく」ありたいと思っていたボクを、この結果は満たしてくれた……「楽しくてよくわからない」授業のスキなボクを満足させてくれる授業書がもっと出てこないかなあ。
と述べている。このように「楽しい」と「わかる」が矛盾する場合のあることを、初めて提起したのは犬塚清和であると考えられる。
そのような実績を踏まえて板倉聖宣は「楽しい」と「わかる」をあえて対立させることを提起するようになった。それは教育目標を選択するときの基準として「楽しい」を位置付けることを提起するものであった。
「楽しい」は「わかる」と共に教育目標に位置付くものではなく、目的として位置付くものとされた。従って板倉は「わからないけれども楽しい」授業の方が、「わかるけれども楽しくない」授業よりもはるかに重要だと主張した。板倉聖宣の「楽しい授業」は、1つの授業の中でどちらを追求するかということではなく、別々の授業でそのような感じ方の違いがあったとき、どちらの授業を重視するかということを問題にしていた。
板倉聖宣は1974年8月23日の四国数学教育協議会主催の研究集会の講演で「わかる授業というスローガンはどうもあやしい」と疑義を唱えた。その上で良い授業の順番として、
1. 楽しくて － わかる
2. 楽しいが － わからない
3. 楽しくないが － わかる
4. 楽しくなくて － わからない

という4つの組み合わせを取り上げ、「どれがより民主主義的であるか」について聴衆に問うた。板倉の答は、
今の教師の常識、ないしは良識では「1，3，2，4」という順番になる。しかし、私は「1，2，4，3」と順番を付けます。3のような授業は「悪しき人間改造」でもっともいけない。「楽しくなくてわかる授業は人権侵害だ」。
というものであった。この1974年の板倉の講演は、教育関係者に少なからず影響をおよぼし、仮説実験授業研究会の関係者以外の論文やブログでも引用、紹介されている。
仮説実験授業が提唱されたときの目的は「主体的な人間」つまり「自分の頭で考えられる人間」の育成である。そこでは、「正しい科学的概念を身につけること」はいわば手段にすぎず、科学概念・知識の獲得、つまり「わかる授業」は二次的なものであり、最終的な目的は「主体的な人間の育成」であり、そのための「たのしい授業」である。
現在の教育研究の主流は「正しい科学概念を理解・定着させること」が目的となっており、そこでは、「教える内容＝正しい科学概念」の正当性は問われない。正しい科学概念と対立・矛盾する概念は「誤概念」と呼ばれ、「克服され排除されなければならないもの」とされている。それは「正しい知識だからわからせよう、知らせよう」という態度とつながる。その科学概念は科学者や理科教師の立場からは「学ぶ意味の大きいことだ」と思われるのかもしれないが、「たのしい授業学派」は「その授業がどれだけ楽しいものになるか」が教育するかしないかの、「一番確かなよりどころ」と考える。